# Карнис Појнт (Њу Џерзи)
Карнис Појнт (енгл. Carneys Point) насељено је место без административног статуса у америчкој савезној држави Њу Џерзи.

## Демографија
По попису из 2010. године број становника је 7.382, што је 468 (6,8%) становника више него 2000. године.
| Група             | 2000.         | 2010.         |
| Белци             | 5.230 (75,6%) | 5.049 (68,4%) |
| Афроамериканци    | 1.215 (17,6%) | 1.325 (17,9%) |
| Азијати           | 60 (0,9%)     | 52 (0,7%)     |
| Хиспаноамериканци | 287 (4,2%)    | 864 (11,7%)   |
| Укупно            | 6.914         | 7.382         |